# William N. Roach

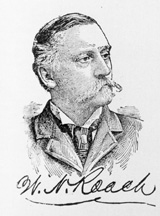
William N. Roach

William Nathaniel Roach (* 25. September 1840 in Washington, D.C.; † 7. September 1902 in New York City, New York) war ein US-amerikanischer Politiker der Demokratischen Partei. Er vertrat den Bundesstaat North Dakota von 1893 bis 1899 im US-Senat.
William Roach besuchte in seiner Heimatstadt Washington die öffentlichen Schulen, die Gonzaga College High School und die Georgetown University. Während des Sezessionskrieges arbeitete er als Verwaltungsbeamter für das Quartermaster Department der Unionsarmee. 1879 zog er in das Dakota-Territorium, wo er sich in Larimore niederließ. Dort begann 1885 seine politische Laufbahn mit der Mitgliedschaft im territorialen Repräsentantenhaus.
Nach der Aufteilung des Territoriums in North und South Dakota stellte sich Roach 1889 zur Wahl als erster Gouverneur des nördlichen Staates, scheiterte aber am Republikaner John Miller. 1891 kandidierte er erneut und verlor wiederum, diesmal gegen Andrew H. Burke. Dafür wurde er im folgenden Jahr als Nachfolger des Republikaners Lyman R. Casey zum US-Senator gewählt. Er nahm sein Mandat in Washington vom 4. März 1893 bis zum 3. März 1899 wahr; beim Versuch der Wiederwahl unterlag er Porter J. McCumber.
Roach zog sich daraufhin aus dem öffentlichen Leben zurück und starb 1902 in New York.